# 7209 Cyrus
7209 Cyrus este o planetă minoră (asteroid), cu un diametru de 6,415 km, din centura de asteroizi. A fost descoperită pe 17 octombrie 1960 la Observatorul Palomar de Cornelis Johannes van Houten și a fost numită după Cirus al II-lea cel Mare. 
Obiectul prezintă o orbită caracterizată de o semiaxă mare de 2,5930224 UAi, o excentricitate de 0,05, o înclinație de 8,85842 ° în raport cu ecliptica.